# Franziska von Hohenheim

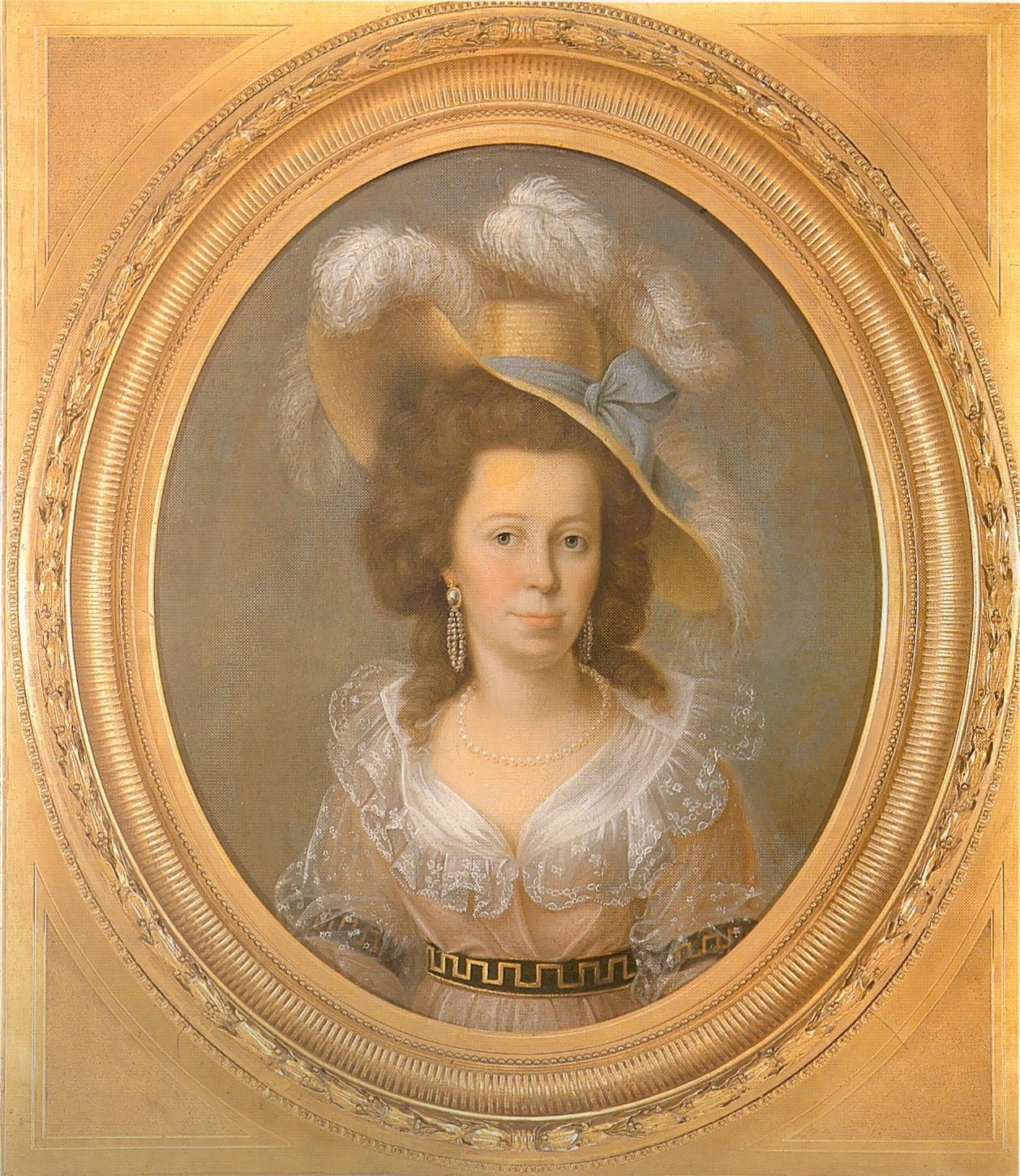
Franziska von Hohenheim 1790

Franziska Theresia von Hohenheim, född 10 januari 1748 i Adelmannsfelden, död 10 januari 1811 i Kirchheim unter Teck, hertiginna av Württemberg. Dotter till friherre Ludwig Wilhelm von Bernerdin och Johanna Freiin von Vohenstein in Adelmannsfelden. 
Hon var mätress till hertig Karl Eugen av Württemberg från 1772; paret gifte sig 1785, deras vigsel offentliggjordes 1786, och hon fick titeln hertiginna 1790. Hon var populär för sina sociala projekt och sitt informella sätt och kallades "Württembergs Goda Ängel". 

## Mätress
Hohenheim gifte sig 1765 med friherre Wilhelm Leutrum von Ertingen på sina föräldrars önskan. Eftersom hennes man var hovfunktionär i Württemberg tillbringade hon mycket tid vid hovet i Stuttgart. Hohenheim lärde känna Karl Eugen av Württemberg under en vistelse i Bad Wildbad 1769, och efter att han avslutat sitt förhållande med Catharina Bonafini 1772 blev hon hans mätress. Hon fick titeln riksgrevinna av Hohenheim 1774 och fick sedan titeln riksfurstinna av kejsar Josef II. Hon lät bygga slottet Schloss Hohenheim.

## Äktenskap
Hohenheim var pietistisk protestant och fick skuldkänslor av att ha ett sexuellt förhållande utanför äktenskapet. Hon skilde sig 1772, men den katolske Karl Eugen kunde inte skilja sig från sin fru, Elisabeth Fredrika Sofia av Brandenburg-Bayreuth, som han separerat från 1756, på grund av villkoren i separationsöverenskommelsen. Efter hans frus död 1780 gifte sig paret, men vigseln bedömdes ogiltig av katolska kyrkan, som inte godkände Hohenheims skilsmässa och inte ville att Karl Eugen skulle gifta sig med en protestant. Enligt Württembergs lag skulle äktenskapet dessutom automatiskt bli morganatiskt eftersom paret inte var socialt jämbördiga. Karl Eugen lät äktenskapsdomstolen upphäva ogiltigförklaringen av deras vigsel och Hohenheim som skyldig part i hennes skilsmässa, och förklarade 1784 sin bror som tronarvinge. 
Paret gifte sig i hemlighet 11 januari 1785, och vigseln offentliggjordes 2 februari 1786. År 1790 lyckades Karl Eugen komma överens med sina bröder Fredrik Eugen och Fredrik Vilhelm. Överenskommelsen var att Hohenheim fick titeln hertiginna och Kirchheim unter Teck som wittum (änkeförläning) i utbyte mot att eventuella barn skulle uteslutas från tronföljden och Fredrik Eugens fru Sofia Dorothea av Brandenburg-Schwedt fick företräde i status. Katolska kyrkan erkände inte vigseln förrän 1791, varefter också Karl Eugens återstående bror Ludvig Eugen gav sitt erkännande.

## Senare liv
Franziska von Hohenheim blev mycket populär bland allmänheten i Württemberg, och beskrivs som snäll och omtänksam. Orsaken var hennes sociala arbete och bidragsgivande, men också hennes goda inflytande på monarken; hon ska ha ombildat honom från nyckfull och pompös till en hänsynsfull regent. Efter makens död 1793 tvingades hon lämna Schloss Hohenheim, och från 1795 tillbringade hon sina vintrar på Schloss Kirchheim och sommaren på Sindlingen. Hon kom sällan till hovet på grund av sin ansträngda relation till sin före detta svärfamilj. Hon gav pietisten och teosofen Johann Michael Hahn en tillflykt sedan han förföljts av kyrkan i Württemberg. 
Hon avled i cancer och begravdes i Kirchheim i stället för bredvid Karl Eugen, som varit hennes önskan. Hennes grav var länge försvunnen men återfanns 1885 och fick 1906 en reliefavbild av Württembergischen Geschichts- und Altertumsverein.